# حارة روما (ذمار)
حارة روما هي إحدى حارات مدينة ذمار التابعة لمحافظة ذمار، بلغ تعداد سكانها 1,581 نسمة حسب تعداد اليمن لعام 2004.